# 名田篤史
名田 篤史（なだ あつし、1985年2月6日 - ）は、日本の元男子バレーボール選手。

## 来歴
姫路南高校から同志社大学へ進学。大学卒業後、2007年に地元関西の堺ブレイザーズ（現・日本製鉄堺ブレイザーズ）に入団した。サイドを務めるウイングスパイカー。2012年5月31日、現役を引退した。

## 所属チーム
- 姫路南高校
- 同志社大学
- 堺ブレイザーズ（2007-2012年）